# Handball Trophy 2004-2005
L'Handball Trophy 2004-2005 è stata la 1ª edizione del torneo di pallamano riservato alle squadre partecipanti nella stagione corrispondente alla Serie A1.
Esso è stato organizzato dalla FIGH, la federazione italiana di pallamano.
Il torneo è stato vinto dalla Pallamano Trieste per la 1ª volta nella sua storia.
Gli incontri si sono disputati a Châtillon e a Verrès in Valle d'Aosta.

## Formula
Le dodici squadre partecipanti furono divise in quattro gironi da tre club ciascuno disputati con la formula del girone all'italiana di sola andata.

A seguire furono disputati le finali per stabilire i piazzamenti finali delle varie squadre.

## Squadre partecipanti
| Città                 | Club            | Palasport               | Sponsor          | Stagione 2003-2004         |
| --------------------- | --------------- | ----------------------- | ---------------- | -------------------------- |
| Ascoli Piceno         | Ascoli          | Pala Galosi             |                  | 9ª in Serie A1             |
| Bologna               | Bologna United  | PalaSavena              |                  | 7ª in Serie A1             |
| Bressanone (BZ)       | Brixen          | Palasport di Bressanone | Forst            | 6ª in Serie A1             |
| Conversano (BA)       | Conversano      | Pala San Giacomo        |                  | Campione d'Italia          |
| Enna                  | Haenna          | Palasport di Enna       | Ro.Ga.L'Altecoen | 1ª in Play off di Serie A2 |
| Gaeta (LT)            | Gaeta           | Arena Miramare          | LG Geoter        | 2ª in Play off di Serie A2 |
| Imola e Mordano (BO)  | Romagna         | Palestra Cavina         | Clai             | 8ª in Serie A1             |
| Merano (BZ)           | Meran           | Centro Carlo Wolf       | Torggler Group   | 2ª in Serie A1             |
| Prato                 | Prato           | Pala Consiag            | Al.Pi.           | 5ª in Serie A1             |
| Rubiera (RE) e Modena | Secchia         | Pala Bursi              | Gammadue         | 3ª in Serie A1             |
| Sassari               | Jchnusa Sassari | Pala Santoru            | Sonepar          | 10ª in Serie A1            |
| Trieste               | Trieste         | Pala Chiarbola          |                  | 4ª in Serie A1             |

## Risultati

### Prima fase

#### Girone A
| Châtillon 24 settembre 2004 | Romagna | 16 – 14 | Jchnusa Sassari |  |

| Châtillon 24 settembre 2004 | Jchnusa Sassari | 14 – 23 | Conversano |  |

| Châtillon 24 settembre 2004 | Conversano | 17 – 15 | Romagna |  |

|  | Pos. | Squadra         | Pt | G | V | N | P | GF | GS | DR  |
|  | ---- | --------------- | -- | - | - | - | - | -- | -- | --- |
|  | 1.   | Conversano      | 6  | 2 | 2 | 0 | 0 | 40 | 29 | +11 |
|  | 2.   | Romagna         | 3  | 2 | 1 | 0 | 1 | 31 | 31 | 0   |
|  | 3.   | Jchnusa Sassari | 0  | 2 | 0 | 0 | 2 | 28 | 39 | -11 |

#### Girone B
| Châtillon 24 settembre 2004 | Prato | 16 – 17 | Haenna |  |

| Châtillon 24 settembre 2004 | Haenna | 15 – 17 | Secchia |  |

| Châtillon 24 settembre 2004 | Secchia | 19 – 17 | Prato |  |

|  | Pos. | Squadra | Pt | G | V | N | P | GF | GS | DR |
|  | ---- | ------- | -- | - | - | - | - | -- | -- | -- |
|  | 1.   | Secchia | 6  | 2 | 2 | 0 | 0 | 36 | 32 | +4 |
|  | 2.   | Haenna  | 3  | 2 | 1 | 0 | 1 | 32 | 33 | -1 |
|  | 3.   | Prato   | 0  | 2 | 0 | 0 | 2 | 33 | 36 | -3 |

#### Girone C
| Verrès 24 settembre 2004 | Bologna United | 26 – 7 | Ascoli |  |

| Verrès 24 settembre 2004 | Ascoli | 3 – 27 | Meran |  |

| Verrès 24 settembre 2004 | Meran | 17 – 17 | Bologna United |  |

|  | Pos. | Squadra        | Pt | G | V | N | P | GF | GS | DR  |
|  | ---- | -------------- | -- | - | - | - | - | -- | -- | --- |
|  | 1.   | Meran          | 4  | 2 | 1 | 1 | 0 | 43 | 19 | +24 |
|  | 2.   | Bologna United | 4  | 2 | 1 | 1 | 0 | 42 | 23 | +19 |
|  | 3.   | Ascoli         | 0  | 2 | 0 | 0 | 2 | 10 | 53 | -43 |

#### Girone D
| Verrès 24 settembre 2004 | Brixen | 22 – 16 | Gaeta |  |

| Verrès 24 settembre 2004 | Gaeta | 16 – 16 | Trieste |  |

| Verrès 24 settembre 2004 | Trieste | 19 – 15 | Brixen |  |

|  | Pos. | Squadra | Pt | G | V | N | P | GF | GS | DR |
|  | ---- | ------- | -- | - | - | - | - | -- | -- | -- |
|  | 1.   | Trieste | 4  | 2 | 1 | 1 | 0 | 35 | 31 | +4 |
|  | 2.   | Brixen  | 3  | 2 | 1 | 0 | 1 | 37 | 35 | +2 |
|  | 3.   | Gaeta   | 1  | 2 | 0 | 1 | 1 | 32 | 38 | -6 |

### Torneo 1º posto
|  | Semifinali 1º-4º posto | Semifinali 1º-4º posto | Semifinali 1º-4º posto |            |         | Finale 1º-2º posto | Finale 1º-2º posto | Finale 1º-2º posto |  |
|  |                        |                        |                        |            |         |                    |                    |                    |  |
|  | Trieste                | Trieste                | 13                     |            |         |                    |                    |                    |  |
|  | Trieste                | Trieste                | 13                     |            |         |                    |                    |                    |  |
|  | Meran                  | Meran                  | 9                      |            |         |                    |                    |                    |  |
|  | Meran                  | Meran                  | 9                      |            | Trieste | Trieste            | 29                 |                    |  |
|  |                        |                        |                        |            | Trieste | Trieste            | 29                 |                    |  |
|  |                        |                        | Conversano             | Conversano | 28      |                    |                    |                    |  |
|  | Conversano             | Conversano             | Conversano             | Conversano | 28      | 18                 |                    |                    |  |
|  | Conversano             | Conversano             |                        |            |         | 18                 |                    |                    |  |
|  | Secchia                | Secchia                | 16                     |            |         | Finale 3º-4º posto | Finale 3º-4º posto | Finale 3º-4º posto |  |
|  | Secchia                | Secchia                | 16                     |            |         |                    |                    |                    |  |
|  |                        |                        |                        |            |         |                    |                    |                    |  |
|  |                        |                        |                        |            |         | Secchia            | Secchia            | 25                 |  |
|  |                        |                        |                        |            |         | Secchia            | Secchia            | 25                 |  |
|  |                        |                        |                        |            |         | Meran              | Meran              | 21                 |  |

### Torneo 5º posto
|  | Semifinali 5º-8º posto | Semifinali 5º-8º posto | Semifinali 5º-8º posto |         |                | Finale 5º-6º posto | Finale 5º-6º posto | Finale 5º-6º posto |  |
|  |                        |                        |                        |         |                |                    |                    |                    |  |
|  | Bologna United         | Bologna United         | 16                     |         |                |                    |                    |                    |  |
|  | Bologna United         | Bologna United         | 16                     |         |                |                    |                    |                    |  |
|  | Brixen                 | Brixen                 | 11                     |         |                |                    |                    |                    |  |
|  | Brixen                 | Brixen                 | 11                     |         | Bologna United | Bologna United     | 13                 |                    |  |
|  |                        |                        |                        |         | Bologna United | Bologna United     | 13                 |                    |  |
|  |                        |                        | Romagna                | Romagna | 15             |                    |                    |                    |  |
|  | Romagna                | Romagna                | Romagna                | Romagna | 15             | 18                 |                    |                    |  |
|  | Romagna                | Romagna                |                        |         |                | 18                 |                    |                    |  |
|  | Haenna                 | Haenna                 | 11                     |         |                | Finale 7º-8º posto | Finale 7º-8º posto | Finale 7º-8º posto |  |
|  | Haenna                 | Haenna                 | 11                     |         |                |                    |                    |                    |  |
|  |                        |                        |                        |         |                |                    |                    |                    |  |
|  |                        |                        |                        |         |                | Haenna             | Haenna             | 22                 |  |
|  |                        |                        |                        |         |                | Haenna             | Haenna             | 22                 |  |
|  |                        |                        |                        |         |                | Brixen             | Brixen             | 21                 |  |

### Torneo 9º posto
|  | Semifinali 9º-12º posto | Semifinali 9º-12º posto | Semifinali 9º-12º posto |       |       | Finale 9º-10º posto  | Finale 9º-10º posto  | Finale 9º-10º posto  |  |
|  |                         |                         |                         |       |       |                      |                      |                      |  |
|  | Gaeta                   | Gaeta                   | 22                      |       |       |                      |                      |                      |  |
|  | Gaeta                   | Gaeta                   | 22                      |       |       |                      |                      |                      |  |
|  | Ascoli                  | Ascoli                  | 4                       |       |       |                      |                      |                      |  |
|  | Ascoli                  | Ascoli                  | 4                       |       | Gaeta | Gaeta                | 23                   |                      |  |
|  |                         |                         |                         |       | Gaeta | Gaeta                | 23                   |                      |  |
|  |                         |                         | Prato                   | Prato | 7     |                      |                      |                      |  |
|  | Prato                   | Prato                   | Prato                   | Prato | 7     | 21                   |                      |                      |  |
|  | Prato                   | Prato                   |                         |       |       | 21                   |                      |                      |  |
|  | Jchnusa Sassari         | Jchnusa Sassari         | 16                      |       |       | Finale 11º-12º posto | Finale 11º-12º posto | Finale 11º-12º posto |  |
|  | Jchnusa Sassari         | Jchnusa Sassari         | 16                      |       |       |                      |                      |                      |  |
|  |                         |                         |                         |       |       |                      |                      |                      |  |
|  |                         |                         |                         |       |       | Jchnusa Sassari      | Jchnusa Sassari      | 27                   |  |
|  |                         |                         |                         |       |       | Jchnusa Sassari      | Jchnusa Sassari      | 27                   |  |
|  |                         |                         |                         |       |       | Ascoli               | Ascoli               | 3                    |  |

## Campioni
| Vincitore Handball Trophy 2004-2005 |
| ----------------------------------- |
| Pallamano Trieste 1º titolo         |